# Dwight Hardy
Dwight Hardy (New York, 2 dicembre 1986) è un ex cestista statunitense naturalizzato della Repubblica del Congo.

## Carriera
Dopo aver giocato al college nei Red Storm di St. John's University, ha esordito da professionista nella Giorgio Tesi Group Pistoia nel campionato di Legadue 2011-2012. Con i toscani ha disputato 40 partite, ed è stato il miglior marcatore del campionato con 634 punti totali in stagione regolare; ha chiuso in testa anche la classifica dei punti a partita, con la media di 22,6. Al termine della stagione è stato nominato miglior giocatore del campionato.
Il 27 luglio 2012 viene ingaggiato dalla Sidigas Avellino per affrontare il campionato di Serie A. Nel massimo campionato italiano gioca però solo poche partite, infatti nel gennaio 2013 lascia la squadra. A marzo dello stesso anno firma con il Basket Barcellona, squadra del campionato di Legadue.
Il 26 luglio 2018 firma per il Limoges..

## Palmarès
- MVP del Campionato di Legadue: 1

Pistoia: 2011-12
- Miglior marcatore del Campionato di Legadue: 1

Pistoia: 2011-2012